# Riddim Driven: Tabla
Riddim Driven: Tabla jest dwudziestą siódmą składanką z serii Riddim Driven.  Została wydana 18 czerwca 2002 na CD i LP. Album zawiera piosenki nagrane na riddimie "Tabla" stworzonym przez Sly & Robbiego.

## Lista
1. "Street Respect" - Sean Paul
2. "Armed and Dangerous" - Sizzla
3. "Wanted" - Buju Banton
4. "Fed Up 2K2" - Bounty Killer
5. "De-Sesi-Mia" - Hawkeye
6. "So" - Bling Dawg
7. "Papeto" - Mr. Vegas
8. "Bad Mind 2K2" - Capleton
9. "To You" - Innocent Kru
10. "Lock Down" - Junior Kelly
11. "Hush" - Lexxus
12. "Yard Man Slang" - Ninja Ford
13. "Remember This" - Alozade
14. "Why Don't You" - Mr. G
15. "Murderer" - Calibe
16. "Lonely" - Ambelique, Red Dragon
17. "Party Non-Stop" - Ced Synatra
18. "Ghetto Life" - Feco
19. "Why" - Cherine
20. "Tabla Riddim Version"